# افزایش ارزش پول
افزایش ارزش پول تغییر در قیمت یک کالا یا کالایی خاص و به طور ویژه واحدپول است که در این حالت مشخصاً افزایش رسمی ارزش پول نسبت به ارز خارجی در یک نظام نرخ ثابت ارز است. در مقابل ، کاهش ارزش پول کاهش رسمی ارزش پول رایج است. تغییر  چهره ارزش یک پول بدون تغییر در قدرت خرید آن ، در واقع باز تعریف پول است ، نه  ارزیابی مجدد آن (این امر معمولاً با انتشار ارز جدید با ارزش متفاوت ، معمولاً پایین تر و یا بالاتر انجام می شود. ارز قدیمی بدون تغییر است ، سپس جدید جایگزین قدیمی می شود)
در یک نظام نرخ ارزثابت  ، بانک مرکزی با ایستادگی آماده خرید یا فروش ارز خارجی با آن نرخ است که از این طریق نرخ ارز رسمی اعلام شده را حفظ می کند. به طور کلی ، تغییر ارزش پول یک تعدیل محاسبه شده با نرخ ارز رسمی یک کشور نسبت به یک پایه انتخابی است. مبنای پایه در اصل می تواند از نرخ دستمزد گرفته تا قیمت طلا به ارز خارجی باشد. در یک نظام ثابت نرخ ارز ، تنها تصمیم دولت یک کشور (به طور خاص ، بانک مرکزی آن) می تواند ارزش رسمی ارز را تغییر دهد.
به عنوان مثال ، فرض کنید دولت 10 واحد پول خود را برابر با یک دلار آمریکا تعیین کرده است. برای تجدید ارزیابی ، دولت ممکن است نرخ را به 9.9 واحد در هر دلار تغییر دهد. این امر باعث می شود که آن ارز برای افرادی که آن ارز را با دلارهای آمریکایی خریداری می کنند کمی گران تر باشد و دلار آمریکا برای کسانی که آن را با ارز خارجی خریداری می کنند اندکی کمتر باشد.

## علل
اگر ارزش ثابت یک ارز بسیار کم باشد ، بانک مرکزی هجوم ارز خارجی را تجربه می کند ، زیرا خارجی ها برای بدست آوردن ارز محلی از بانک مرکزی و استفاده از آن برای خرید کالاهای تولیدی محلی ، ارزان ترین آن ها را پیدا می کنند. با ورود ارزهای خارجی به ذخایر خود ، در اصل بانک مرکزی می تواند این وضعیت را به طور نامحدود حفظ کند و در واقع صادرکنندگان داخلی این وضعیت را دوست دارند. با این حال ، بانک مرکزی ممکن است فشار سیاسی را از دو منبع برای افزایش ارزش ارز تجربه کند: مصرف کنندگان داخلی شکایت می کنند زیرا ارزهای خارجی که برای خرید کالاهای وارداتی استفاده می کنند ، گران می دانند. و دولتهای خارجی به نمایندگی از صادرکنندگان خارجی ، می توانند چنین تجدید ارزیابی را بخواهند تا میزان فروش صادرات کشورشان بهبود یابد.

## اثرات
تغییر ارزش پول محلی به ارزش بالاتری نسبت به سایر ارزها باعث می شود تا مصرف کنندگان محلی ارزان تر وجوه خارجی را که با آن کالاهای خارجی وارد می شود ، به دست بیاورند ، بنابراین آنها واردات بیشتری را انجام می دهند. از سوی دیگر تولیدکنندگان داخلی قادر به فروش کالاهای صادراتی کمتری خواهند بود زیرا مصرف کنندگان خارجی برای بدست آوردن آن وجوه محلی باید هزینه های بیش تری بپردازند. بنابراین کشور صادرات کمتری خواهد داشت و تراز تجاری آن به سمت مازاد یا کسری  حرکت می کند ، و بانک مرکزی کاهش ورود خالص ارز خارجی به ذخایر خود یا حتی وارونگی به یک گردش خالص را تجربه خواهد کرد.